# 정찬비
정찬비(2002년 2월 5일 ~ )은 대한민국의 배우 겸 방송인이다.

## 학력
- 인천산곡남초등학교(졸업)
- 산곡중학교 (졸업)
- 인천세원고등학교 (졸업)

## 연기 활동

### 드라마
- 2014년 tvN 《갑동이》 - 어린 오마리아 (김재희) 역 (김민정 아역)
- 2014년 KBS 2TV 《일편단심 민들레》 - 어린 송수자 역 (이아이 아역)
- 2014년 MBC 《폭풍의 여자》 - 장소윤 역
- 2015년 KBS 2TV 《블러드》 - 어린 유리타 (유채은) 역 (구혜선 아역)
- 2015년 MBC 《화정》 - 소녀 정명공주 역 (이연희 아역)
- 2016년 KBS 2TV 《퍼펙트 센스》 - 박은서 역
- 2017년 tvN 《변혁의 사랑》 - 변세나 역
- 2018년 SBS 《흉부외과 - 심장을 훔친 의사들》 - 어린 윤수연 역 (서지혜 아역)
- 2019년 OCN 《빙의》 - 유 반장 딸 유승희 역
- 2019년 tvN 《검색어를 입력하세요 WWW》 - 어린 차현 역 (이다희 아역)
- 2019년 SBS 《17세의 조건》 - 한주미 역
- 2020년 OCN 《번외수사》 - 이가은 역
- 2020년 tvN 《메모리스트》 - 어린 한선미 역 (이세영 아역)
- 2023년 tvN 《운수 오진 날》 - 오승미 역

### 영화
- 2014년 《완벽한 고백》 - 찬비 역
- 2015년 《암살》 - 꽃 파는 소녀 역
- 2017년 《기억의 밤》 - 소녀 역

## 연기 외 활동

### 예능
- 2014년 투니버스 《난감스쿨 2》
- 2014년 온게임넷 / 투니버스 《소원의 섬 캐릭아일랜드 시즌 1》
- 2014년 온게임넷 / 투니버스 《소원의 섬 캐릭아일랜드 시즌 2》
- 2015년 온게임넷 / 투니버스 《소원의 섬 캐릭아일랜드 시즌 3》
- 2015년 온게임넷 / 투니버스 《소원의 섬 캐릭아일랜드 시즌 4》

### 어린이
- 2012년 투니버스 《키즈 서바이벌 슈퍼 히어로》

### 광고
- 2012년 투니버스 광고 - 겨울 편
- 2013년 투니버스 투니페스티벌
- 2014년 중국어 학습기 뿌뿌까오
- 2015년 농심 아지노모토 보노 스프[3]